# Lukula (biflöde till Shiloango)
Lukula är ett vattendrag i Kongo-Kinshasa, ett biflöde till Shiloango. Det rinner genom provinsen Kongo-Central, i den västra delen av landet, 300 km väster om huvudstaden Kinshasa. Det nedre loppet ingår i gränsen mot den angolanska exklaven Kabinda.